# Christina Stewart, 4. Countess of Buchan
Christina Stewart, 4. Countess of Buchan (auch Christian) (* 1547; † 20. September 1580 in Aberdeen), war eine schottische Adelige.

## Leben
Sie war das einzige Kind von John Stewart, Master of Buchan, und dessen Gattin Margaret, Tochter des Sir Walter Ogilvy of the Boyne. Ihr Vater fiel am 10. September 1547 in der Schlacht bei Pinkie Cleugh und am 26. Dezember 1549 starb auch ihre Mutter. Sie wuchs daher unter der Vormundschaft der Lady Margaret Erskine auf, deren Ehemann Robert Douglas of Lochleven ebenfalls bei Pinkie Cleugh gefallen war. Im Januar 1550 wurde bereits ein Ehevertrag geschlossen. James Stewart, späterer 1. Earl of Moray und Regent von Schottland, illegitimer Sohn von Jakob V. mit ihrer Pflegemutter, wurde zu ihrem Ehemann bestimmt.
Als 1551 ihr Großvater John Stewart, 3. Earl of Buchan starb, erbte sie im Alter von vier Jahren aus eigenem Recht dessen Adelstitel als 4. Countess of Buchan und 4. Lady Auchterhouse.
Nachdem James Stewart trotz dieses Ehevertrages im Jahr 1562 eine andere Frau geheiratet hatte, wurde Christina mit Robert vermählt, dem zweiten Sohn aus der Ehe ihrer Pflegemutter. Dieser übernahm nach der Heirat iure uxoris den Titel des Earl of Buchan sowie das Amt des Sheriff von Banff. Aus der Ehe stammten drei Töchter; Christina (auch Christian), Mariota und Elisabeth; sowie ein Sohn James, Erbe und späterer 5. Earl.
Über ihr weiteres Leben ist, wie bei den meisten Frauen dieser Zeit, wenig bekannt und wird teilweise aus den Daten ihres Mannes geschlossen. Robert unterstützte James Stewart, 1. Earl of Moray, bei der Regentschaft für Jakob VI. und stellte sich damit gegen die „Loyalisten“, die die Rückkehr von Maria befürworteten. Nach der Ermordung des Regenten Stewart im Jahr 1570 war er einer der vier „Herren“, die sich nicht in das politische Ränkespiel einmischten, sondern bis zur Machtübernahme 1572 durch James Douglas, 4. Earl of Morton die notwendigen Entscheidungen in einer führungslosen Regierung fällten.
Mit einer durch Zeugen bestätigten Urkunde aus dem Jahr 1574 wurden die Erben der Linie Douglas für das Earldom sowie alle Ländereien, Ämter und Titel anerkannt; erst beim Tod aller Erben dieser Linie würden die ursprünglichen Erben der Familie Stewart wieder erbberechtigt.
Robert, Earl of Buchan, starb am 18. August 1580 in Mills of Drum bei Aberdeen; Christina folgte ihm am 20. September des gleichen Jahres.